# 堀川辰吉郎
堀川 辰吉郎（ほりかわ たつきちろう、1891年（明治24年）9月3日 - 1966年（昭和41年）12月19日）は、日本の実業家、大アジア主義者、世界連邦主義者。
俗に出口王仁三郎の黒幕、大アジア主義者と称する怪シナ浪人などと呼ばれ、西園寺公望や明治天皇の御落胤と称して「昭和の天一坊」とも呼ばれた人物。

## 概略
1912年（明治45年/大正元年）当時、活動写真（無声映画）の九州全域への配給会社を経営していた。
1934年（昭和9年）には映画貸附販売業を営んでいた。
出自や育ち、その他経歴については釈然としないが、「明治天皇の落とし子」、「井上馨の手で、臣籍降下され、頭山満の玄洋社に入れられる」と伝える資料もある。一方、「福岡の鉱山王・井上重蒼の妾腹の子として生まれ学習院に入学したが17歳の時同級生を殴打して退学され郷里で妻をめとったが落ちつかず」、「25歳の時満洲に渡り上海、支那を数年来放浪して内地へ戻り活動の弁士等をやつてゐる内に写真の撮影を覚え」、やがて写真撮影の仕事を通じて児玉秀雄などの名士たちに取り入って20万～30万円の資産を蓄え、これを資金として詐欺を繰り返し、西園寺公望の落胤と称して帝国ホテルに泊まりこみ豪遊しているところを警視庁に連行された、とする新聞報道もある。この報道によると、堀川は齋藤実首相や小山松吉法相など名士の名を利用して内地や朝鮮半島や満州で詐欺を働いていた「昭和の天一坊」であるという。

## 経歴

### 生い立ち
1891年（明治24年）、京都堀川（旧皇居の所在地）生まれを自称。
生後まもなく福岡の堀川家の養子となり、養母・堀川千代に育てられる。
少年期は大変な悪童で、小学生時代には校長への暴行や動物虐待、さらにはヤクザを相手取っての放火事件など、腕白が過ぎて福岡の小学校を大名校、住吉、春吉、警固、大浜、堅粕と次々と転校。大悪童だった堀川についての養母・千代の相談相手は玄洋社総裁の頭山満、右翼の大物杉山茂丸、時の県知事らであった。
10歳のころに突如東京へ連れて来られ学習院中等科に入学し、頭山満に預けられる。ここでも女学生の前での公然猥褻事件や皇族への暴行傷害事件など問題行動を繰り返して放校処分を受ける。

### 中国へ

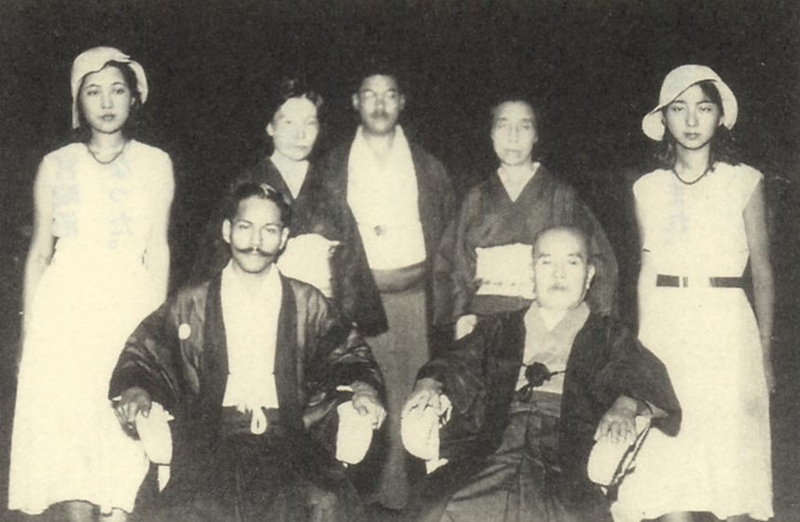
若かりし頃の堀川（前列左）

頭山満を頼って日本に亡命していた孫文が帰国の途につこうとしていた際、堀川は日本の学校にいられなくなったため、13歳のある日、頭山の依頼で孫文に托され、戴天仇に連れられて中国に渡ることとなった。このとき孫文が周囲に対して堀川を「日本の若宮」と紹介し、「日本が我らに若宮を托したことは、わが革命軍に対する日本の賛意の証」と主張して政治宣伝に利用したことが、堀川をして明治天皇の落胤とする風説の根拠の一つとなっている。
以後、1912年まで孫文と生死を共にして辛亥革命の成功に尽力した。孫文は堀川を自分の重要な密使として縦横に使い、堀川の天性の能力を十分に発揮させて革命運動の推進力とした。堀川は胆力も十分にあり、機略に富み、行動力は群を抜き、変装しながら中国各地を潜行し舞台裏で活躍。孫文は、特に政敵と思われる地方の軍閥を自分の革命闘争に協調させるため「この青年は日本から私の手元に送られた『日本の若宮』である。このことは日本が革命軍に十分な援助を与える事を示すものである」という旨を記した密書を堀川に持たせた。堀川の気品と美貌も相まって、この効果は絶大だったという。堀川は密使として正に打ってつけであった。
軍閥の中で最も入れ込んでいたのは張作霖だった。張作霖と親しく交流するうちに、堀川と張作霖の息子・張学良は兄弟の契りを結んだという。張作霖爆殺事件により、堀川は日本の軍閥は中国の平和と自由を破壊すると考えるようになった。
その後、奉天の世界紅卍字会の会長に推され、日本の軍閥と争いつつ日中平和に貢献。帰国後、1935年、大木遠吉や鈴木三郎（関東都督府外事総長・久邇宮御用掛。鈴木貫太郎の弟）のあとを受けて大日本国粋会第3代総裁に就任。反軍閥運動のため東條内閣と対立し、ふたたび中国に渡った。

### 戦後
敗戦と共に帰国。大日本国粋会総裁という経歴が災いして戦犯容疑でGHQに逮捕されたが無罪放免となった。
戦後は世界連邦運動を推進し、1951年のサンフランシスコ講和条約会議に際しては舞台裏の根回しに奔走した。
1966年（昭和41年）奈良県生駒の緑風閣に滞在中、心臓麻痺で急死。緑風閣にて親族だけで密葬を行ない、本葬は青山斎場にて行なった。

## 人物

### 出自に関して
右翼の頭山満から皇室に関係があると言われた、との説もあるが、頭山満の評伝に堀川の名は登場しない。頭山との接点は、国粋社発行の機関誌『国粋』(1931年(昭和6年)4月1日号)によると、堀川辰吉郎は大日本国粋会総裁秘書長を務めており、この大日本国粋会の顧問を頭山満が務めていたことぐらいである。のちに堀川が第3代総裁に就任したとされる説もある
また、堀川の親友の田島将光（総会屋）は「子供のころから、堀川は井上馨と京都の芸者の間にできた子であるという噂を、大人たちからきき、みながそう信じていた。それほどにかれの家は大きく、かれは気品があった。それに母親しかいなかった」と発言している。戸籍上は井上馨の兄・重蒼の五男となっているとの説もあるが、系図上、井上馨の兄は井上光遠（五郎三郎）ただひとりであり、重蒼という兄がいたことは確認できない。
明治天皇の落胤とも噂されたが、堀川自身は公の場でそのように名乗ったことはないとされている。後に堀川の娘と名乗る中丸薫によって、堀川が明治天皇と女官の「千草任子」の間に出来た隠し子という記事が雑誌に掲載された。
堀川が明治天皇の落胤であるという話は、確認できる限りでは、堀川の娘と名乗る中丸薫の著書『対米外交・対中外交』p.186（サイマル出版会、1971年）が初出である。山川暁夫は、この主張を真に受けて、堀川のことを明治天皇の落とし子、孫文の片腕、紅卍会の幹部、M資金の管理者の一人と呼んでいる。
皇室ジャーナリストの河原敏明は、「堀川氏は孫文をたすけたこともある右翼の壮士だった人。明治天皇の落胤との噂もあるが、一般的にいえば、大陸浪人とか右翼の壮士といわれる人の話は、割引きして聞かねばならない。中丸薫さんの出生そのものが判然としないし、また堀川氏がご落凰というのも噂にすぎない。もちろん宮内庁では相手にしていない。こうなると、中丸さんが明治天皇の孫だという確率はゼロにも等しいわけである」と述べている。
1959年に堀川を取材した週刊誌記者は、堀川から頭山満、出口王仁三郎、原敬、清浦奎吾、鈴木喜三郎、愛新覚羅溥儀一族、張景恵、エレノア・ルーズヴェルトなどの名士と一緒に撮った写真を見せられ、さらにはアイゼンハワーとの会見の図と題する油絵まで見せられたが、「どの写真も大勢で撮した記念撮影で、時代の古いものは後の方から顔を出しているようなものが多い」点を不審と評している。この記者は、元満洲国皇帝侍従武官長の工藤忠、玄洋社の生き残り、世界メシア教の大草直好管長、明治時代の生き残りの元女官などに堀川のことを訊いたが、いずれも知らないとの返事だったという。ただし大草管長とは、後述のように1959年の取材に先立つ1955年に訴訟関係となっており、森川哲郎は「堀川氏はメシア教と関係のないような書きぶりであったが、少し熱心なジャーナリストであったら、メシヤ教に堀川氏がかなり深い根をはり、怪腕をふるっていたことは、みな知っているはずである。現在、堀川氏が熱海に所有している別荘は、メシヤ教の教祖岡田茂吉が贈ったものである」と評している。
堀川を取材した作家Nは堀川を「天才的なインチキ師」と評している。ある宮廷写真師は「あの人は昔から有名人の会合があると顔を出し、記念撮影にヒョコッと入る常習者と聞いています」とも言っている。
前述の堀川を取材した週刊誌記者は、堀川の話を「あまりあてにならない」とする一方、「日本内地ばかりか、中国、満州、果てはアメリカ三界まで、（中略）どういう手ヅルで奥まで入りこめたのか、考えればナゾずくめ」とし、「仮りにすべてデタラメだとしても、堀川氏自身は決して『御落胤だ』といったわけでなし、そんな風に思いこんでうわさする方がバカということになる」としている。
堀川のほか、竹綱貞男や橘天敬（園部香峰）が明治天皇の落胤と自称していた。これに対し、宮内庁宮務課長の小川省三は次のように発言している。

### 要人との接点
出口王仁三郎との関係は「紅卍会と大本との宗教的関係もあるが、出口が蒙古で銃殺されそうになった時に私が助けたことがあり、その恩義を感じてくれていた」としており、「後に関係ができる世界メシヤ教の岡田茂吉は出口の所へ出入りする名もない布教師だった」としている。
中国、満州と歩いていた堀川はその間日本にも数回帰国し出口の所に滞在。同時期に国本社にも繋がりが出来たことで原敬や鈴木喜三郎、大木遠吉らと知り合ったとしている。また、満州の溥儀廃帝の宮中（紫禁城）では、終始親戚のように大事にされたと語っている。
1931年（昭和6年）4月1日、国粋社発行の機関誌『国粋』によると、大日本国粋会総裁秘書長・堀川辰吉郎の名がある。大日本国粋会は頭山満が顧問を務めており、また同誌には『男の中の男・堀川辰吉郎君』として経歴を載せた記事がある。それによれば、堀川は、大日本国粋会の大木遠吉総裁の知遇を得て、同会総裁秘書長となった事や、九州、沖縄、朝鮮、満州、台湾、山口県に、河合映画、アジヤ映画、山口商会（右太衛門プロの第二部作品）3社の映画配給権を所有していたことが記されている。河合映画は大和民労会の河合徳三郎が設立した映画会社で、堀川は大日本国粋会ばかりではなく大和民労会の人脈へも顔が利く人物であった。
堀川は、堀川の姉すが子（寿賀子）が鳩山一郎の岳父寺田栄の弟寺田房吉の妻と報じられている。この情報が正しいとするなら、堀川は鳩山由紀夫・鳩山邦夫兄弟の祖母（鳩山薫）のおじ（寺田房吉）の義弟ということになる。鈴木や鳩山家との縁戚関係については「事実、堀川某の云う如く上京する度に鈴木邸や鳩山邸に姿を現わしている、彼は血縁関係の上に於ても、鳩山一郎君の夫人の里方の身寄りであるとも云われている点をみると満更の他人でもないらしいのである」と伝えられた。
1958年（昭和33年）3月29日、東京一ツ橋の学士会館で行われた、富士製鉄社長永野重雄の長男・辰雄と堀川の娘・弘栄の結婚式では、小松製作所社長・河合良成夫妻が媒酌人をつとめ、鳩山薫子、池田勇人、一万田尚登、松永安左衛門、藤山愛一郎、山際正道、石坂泰三をはじめ参席の政財界人は一千名に及んだという。この席上で堀川を紹介した鳩山薫子は「堀川さんは私の義理の叔父にあたる方」とスピーチしたとされている。
1957年（昭和32年）、帝国ホテルに宿泊中、帝銀事件再審請求運動家の森川哲郎を大野伴睦に引き合わせた。
1959年（昭和34年）、週刊誌に「ちかごろは天皇族で皇后さまの実家久邇家などへもひんぱんに出入りしている」と伝えられた。
徳富蘇峰に対して送った書簡が徳富蘇峰記念館に収められているが、蘇峰が堀川に返信した記録はない。

#### 要人の日記に登場する堀川
真崎甚三郎からは、1941年5月16日金曜日の日記の中で
などと迷惑げに記述されている。
佐藤栄作の日記にも、肩書なしで2回登場している。1回は1954年11月6日、訪米中の佐藤が堀川の訪問を受けたが荷造りに忙しいので面会を断ったという記述であり、2回目は「最後は中丸薫女史が写真師をつれてインタビュー約1時間、この人は堀川辰吉郎の娘で、結婚の結果が中丸姓になるとか」（1972年10月12日）という記述で、堀川の素姓については編集部の註記に「国家主義者、大陸に渡り孫文の中国革命に参加」とあった。
鳩山一郎は日記に堀川の名を4回記しているが、すべて呼び捨てであり、一度は堀川父子の訪問を受けて面会を断っている。

### 詐欺事件
1932年から1934年にかけて高利貸の乾新兵衛から46万円を詐取した容疑で1934年頃に東京地裁で起訴され、「昭和天一坊」と新聞に報じられている。それによると、堀川は当時背任教唆罪で公判中だった乾新兵衛に「遠縁の鈴木喜三郎の力で無罪にしてやる」と持ちかけて現金や手形を騙し取ったという。ただし乾が1934年2月9日付で大阪地方裁判所検事局斎藤検事に出した被害顛末上申書によると、
- 1932年4月下旬に堀川が乾を伴って霞ヶ関の内相官邸を訪れたこと
- 「閣下の御力によって何とか取計らって戴きたい」と懇願する乾に対し、鈴木が「法を曲げて何うすると云うことは出来ないが、法の許す範囲内で公明な裁判をする様に致させよう」と約束したこと

は事実であるという。
この他、堀川は乾から以下の手口で現金や手形を引き出している。
- 1932年に五・一五事件が起きると、堀川は直ちに神戸へ使者をさしむけ「次期総理大臣は鈴木に決まるから」と説得して5万円の献金を約束させ、内金として2万円を受領した。しかし実際には齋藤実が総理大臣に就任したため乾は残金を出し渋ったが、堀川は京都ホテルへ出向いて乾夫妻を招き「齋藤首相は鈴木の言うことは何でも聞く」と言い張り、残る3万円をせしめた[10]。
- 1932年秋には、小磯国昭と懇親であると自称し、満州の利権問題を餌に乾を釣り、「小磯中将から頼まれた」との口実で12月3日に5万円を詐取[10]。
- 1932年12月10日、堀川は東京の帝国ホテルから長距離電話で乾を呼び出し、小磯からの要求であると称してさらに3万円を詐取[10]。
- 乾から騙し取った金で堀川は満州に渡り、乾に「いよいよ大利権にありついた」と電報を打ち、10万円を要求。これは乾の息子が制止したため未遂に終わった[10]。
- その後、堀川は乾に「蒙古王に贈らねばならぬ」と電報を打ち、5万円を詐取した[10]。
- 1933年1月、朝鮮の土地を軍部に売却する契約が成立したと称し、土地買収費の不足分の融資に関連して乾から計25万円の手形を詐取[10]。

乾は1933年8月中旬に控訴審で無罪となったが、堀川がその後も乾にたびたび金を要求したため、乾の息子の新治（後に新兵衛を襲名）が堀川らを詐欺罪で告訴。しかし、被害者の乾当人が「鈴木氏のお蔭で無罪となったのだから報酬を支払うのは当り前である、詐欺には罹らぬ」と主張したため、堀川らは釈放される。その後、乾新治は材料を集めた上で再度告訴したが埒が明かず、渋谷洗心荘の友納早一が堀川と鈴木の両人を詐欺罪で告発。1935年4月16日、東京地裁で乾への詐欺事件の初公判が開かれたが、堀川はこのとき「前科なし」と偽り、神垣裁判長から「詐欺で東京区裁判所で懲役10月執行猶予3年に処されたことがあるね」と指摘されている。のち堀川は、東京控訴院で執行猶予付き懲役1年6月の有罪判決を受けた。
堀川はまた、鈴木喜三郎や鳩山家の親類と名乗って京都の富豪の内貴清兵衛や田中伊助からも金を取ったことがあると報じられている。
さらに、読売新聞は以下の事件を報じている。
- 1930年4月頃、朝鮮の釜山の代書人が国有地の払い下げ問題に奔走しているのを知り、自分が権利を取ってやると称してこの代書人を抱き込み、地元の実業家たちから多額の運動資金を巻き上げ、次いで、朝鮮における松竹や日活などの映画配給権を獲得してやると持ちかけ、2万円を詐取。
- 1932年、満州国のアヘン収売権に目をつけ、満州国人から7000円でこれを買い取り、南洋拓殖会社に売り込む。
- 小磯国昭や、愛新覚羅溥儀の妃の父たちの名を利用して満州における大豆の専売権を獲得すると称し、約40万円の詐欺を企む（未遂）。

読売新聞の同記事はまた、堀川を名うての女たらしと報じ、
- 京都の千万長者未亡人（43歳）ほか1名と肉体関係を結び、多額の金品を巻き上げた。
- 1933年当時、九州の炭鉱王貝島太市の叔父原田勝太郎の令嬢で未亡人となっている40歳の女性と同棲し、家族5人連れで各地の高級旅館を泊まり歩き、常に10万円の現金を懐に持ち歩き、訪問客があると机の上に10万円の札束を積み重ねて度肝を抜き、時には「国粋会総裁秘書兼宣伝部長」とも称して詐欺を働き、被害額は数十万円に上る。

などと伝えている。

#### 詐欺事件に対する堀川自身の説明
当時、堀川と親しい田中義一が政友会の総裁になることを望み、堀川に運動資金300万円の調達を頼んだ。そこで堀川が乾新兵衛に300万円を融通させ、それによって田中は政友会総裁になった。
それから2年後、田中はさらに首相就任を望み、堀川に運動資金200万円の調達を頼んだ。ふたたび堀川は乾に200万円を融通させた。
ところで、乾は東京渡辺銀行に3000万円を貸していたが、同行は世界恐慌の煽りを受けて倒産してしまった。そこで乾は、渡辺銀行と同系統の渡辺倉庫から3000万円を取り立てようとしたが、渡辺倉庫は別会社であることを理由に返済を拒否した。
このとき、堀川が乾に入れ知恵した。乾の腹心を渡辺倉庫に重役として送り込み、同社の株を買い集め、株主総会の意見を誘導すれば3000万円を返済させることができるというのである。
ところが乾の腹心として渡辺倉庫に送り込まれた阿部中将は、株主総会を経ずに乾への負債を返してしまった。この行為が問題となり、乾は渡辺倉庫から告発され、逮捕起訴されて懲役7年の実刑判決を言い渡された。
このため乾の娘に泣きつかれた堀川は、時の司法大臣の鈴木喜三郎に口を利き、乾を控訴審で執行猶予にするよう裁判所に圧力をかけてやった。堀川の助けに感謝感激した乾は300万円の謝礼を申し出た。さらに、無罪になった暁には追加で1000万円の謝礼を渡すと約束した。
その後、控訴審で乾に無罪判決が出ると世論が騒ぎ出した。「これは鈴木喜三郎と堀川辰吉郎の二人が組んで打った大芝居だ」「多額の賄賂で無罪判決を買い取った」「堀川辰吉郎なる怪シナ浪人が検事局を脅迫した」というのである。
検察は世論に動かされて堀川の身辺を洗った。しかし堀川は、まもなく無罪のまま釈放された。

### 世界救世教の乗っ取り
世界救世教との繋がりは「岡田茂吉が熱海で観音教をはじめ、昔、出口氏に大事にされていた堀川さんに顧問になって欲しいと頼まれたから」としている。堀川は、既に1924年頃、蒙古入り当時の出口王仁三郎から20万円を取り上げたと伝えられているが、この出口王仁三郎による大本教の元信者が世界救世教（メシヤ教）の教祖岡田茂吉である。戦後の「おひかり様」ブームには大陸浪人らが群がっていたが、堀川もその一人であり、特に堀川の場合は進駐軍とのつながりと称するものが物を言った。堀川は、教団の最高顧問として大きな発言権を持つに至り、それと同時に同教団の教義は米国風の国際色を露骨に強めた。
1955年2月10日に岡田茂吉が死亡すると、同教団の30億円から50億円といわれる財産をめぐって争いが始まる。堀川もまた同教団の実権の掌握を狙い、大草管長を相手取って「メシヤ教は公共福祉に反する。宗教法人法第81条により、解散を申請する」と1955年9月4日、静岡地裁に訴訟を起こした。しかし最終的にこれは訴えの取下げになった。

### 隠退蔵物資奪還事業への介入未遂
1949年、隠退蔵物資の77億円相当の金銀塊が東京湾から引き揚げられ、米軍に接収されたことがある。これに対し、政治団体「新日本党」総裁を名乗る水谷明が金銀塊の奪還を計画した。この水谷は、奪還に成功した暁には、金銀塊すべてを東久邇稔彦に献上するつもりだったが、1960年には運動資金が枯渇して事業からの撤退を余儀なくされたという。1962年には、水谷は「ありもしない金銀塊事件を捏造し、30人近くから大金を騙し取った詐欺師」として逮捕起訴され、のち実刑判決を受けた。
水谷と面識のあった堀川は、みずから希望して東久邇稔彦との面会に成功し、席上「水谷先生、ゴールドは目の前に現れると悶着を起こすものですが、本当にあなた、裸になりますか。全部殿下に献上するということ間違いないですか」と発言した。水谷が「天地神明に誓って間違いございません」と答えると、堀川は「少し献上するのが遅かった。まあ、いいでしょう。私がアメリカへ行って取って来て差し上げましょう。私に任せて下さい」と言い出した。しかし唐突な話なのでこの話は具体化しなかった。
堀川を明治天皇の落胤と信じていた水谷は、後年「堀川さんはお金持ちなのだから一時立て替えてもらい、金塊から謝礼を差し上げるようにすればよかったですね。またとないチャンスを逃がしてしまった」、「今、金欠なのでここはひとつよろしく頼みますと、土下座してしまえばよかった」と発言している。
堀川はまた、戦後になってから、明治宮廷の毒殺を交えた暗殺事件の数々を発表したが、真偽は不明とされる。

### 私生活
世界各国に48人の妻と88人の子、143人の孫を持つと豪語していた。娘の1人は米国人カーペンターに嫁いだとされるが、この人物の身元については資料によって異説がある。
堀川が中国で儲けた娘の一人は張群の長男と結婚したとされる。
世界各地の女性に子供を産ませたのは、「世界の隅々に、この身につながる糸を残してくることによって、やがてはその糸が、つながって、世界平和の基礎になるかも知れない」と考えたためであるという。

## 係累
正妻は、九州の炭鉱王貝島太助の娘・寿子。
長女・和栄は1912年福岡市博多生まれ。カーレーサーの浮谷東次郎は和栄の長男である。和栄は1935年に千葉県市川市の大地主浮谷家に嫁ぎ、熱心なクリスチャンとなり、東次郎事故死後、自宅のあった市川市新田に礼拝堂「ザ・チャペル・オブ・アドレーション」を建造した。
四女・弘栄は、新日本製鉄会長永野重雄の長男永野辰雄（大同鋼板社長）と結婚。弘栄の次男・弘二は大日精化工業社長の高橋靖の養子となり、2011年6月に大日精化工業社長に就任した。
長男・崇栄（たかよし）は、世界救世教の岡田茂吉の娘と結婚させる話しが進んでいたが、本人はこれを嫌がり別の女性と一緒になり九州へ移っていった。
中丸薫は自著などで娘と名乗っているが真偽不明。